# La valle delle bambole (romanzo)
La valle delle bambole (Valley of the Dolls) è un romanzo scritto da Jacqueline Susann nel 1966.

## Trama
Narra la storia di 3 ragazze che da un paesino cercano fortuna a New York:
- Jennifer North sposa un cantante famoso, ma finisce con il suicidarsi;
- Neely O'Hara riesce a lavorare nei "musical" di Broadway, ma finisce per drogarsi e ubriacarsi;
- Anne Welles diventa una famosa pubblicitaria, sposata però con l'uomo sbagliato, e finisce anche lei preda delle "bambole".

## Al Cinema
Dal romanzo sono tratti diversi film :
- La valle delle bambole (Valley of the Dolls) (1967)
- La valle delle bambole (Jacqueline Susann's Valley of the Dolls) - miniserie TV (1981)
- Hollywood - La valle delle bambole (Valley of the Dolls) - serie TV (1994)